# فينس هوكينز
فينس هوكينز (بالإنجليزية: Vince Hawkins)‏ مواليد 15 أبريل 1923 - الوفاة 27 نوفمبر 2008 في ونشستر، كان ملاكم محترف بريطاني صنّف ضمن فئة الوزن المتوسط.

## إحصائيات
خاض خلال مسيرته 89 نزالا، فاز في 78 وتعادل في 1 وخسر في 10. فاز بالضربة القاضية في 37 نزالا.

## روابط خارجية
- فينس هوكينز على موقع بوكس ريك (الإنجليزية) (registration required)